# Grand Prix automobile de France 1960
GP précédent GP suivant
Le Grand Prix de France 1960 (XLVIe Grand Prix de l'A.C.F.), disputé sur le circuit de Reims-Gueux le 3 juillet 1960, est la quatre-vingt-dixième épreuve du championnat du monde de Formule 1 courue depuis 1950 et la sixième manche du championnat 1960.

## Contexte avant la course

### Le championnat du monde
La saison 1960 de Formule 1 est la dernière courue sous la réglementation à moteur 2500 cm3 atmosphérique ou 750 cm3 suralimenté, en vigueur depuis 1954. L'imposition de l'usage du carburant 'Avgas' et la réduction de la durée des épreuves, dès 1958, ont conduit à une évolution radicale des monoplaces de Grand Prix, la réduction de la taille des réservoirs ayant permis la réalisation de châssis plus compacts ; adepte du moteur central arrière, le constructeur britannique John Cooper démontra rapidement la supériorité de ce concept, dominant la saison 1959 avec ses légères et maniables T51 face aux traditionnelles Ferrari, pourtant bien plus puissantes. Presque tous les constructeurs ont désormais suivi la voie des Cooper, ou sont en passe de le faire. 
Champion du monde 1959 à l'issue de la dernière course, l'Australien Jack Brabham fait à nouveau partie des favoris cette saison. Malchanceux lors des premières épreuves, il a remporté coup sur coup les grands prix des Pays-Bas et de Belgique au volant de la nouvelle Cooper T53, revenant à seulement quatre points de son coéquipier Bruce McLaren (vainqueur de l'épreuve d'ouverture en Argentine). Principal rival de Brabham dans la course au titre, Stirling Moss a été victime d'un grave accident à Francorchamps, causé par un bris de suspension de sa Lotus 18 lors des essais du Grand prix ; sérieusement touché aux jambes et à la colonne vertébrale, le champion britannique est écarté des circuits pour plusieurs semaines. Le circuit ardennais a été le théâtre de deux autres accidents dramatiques ce week-end là, fatals aux espoirs britanniques Chris Bristow et Alan Stacey, laissant planer une atmosphère pesante autour de la piste rémoise, également réputée périlleuse.

### Le circuit

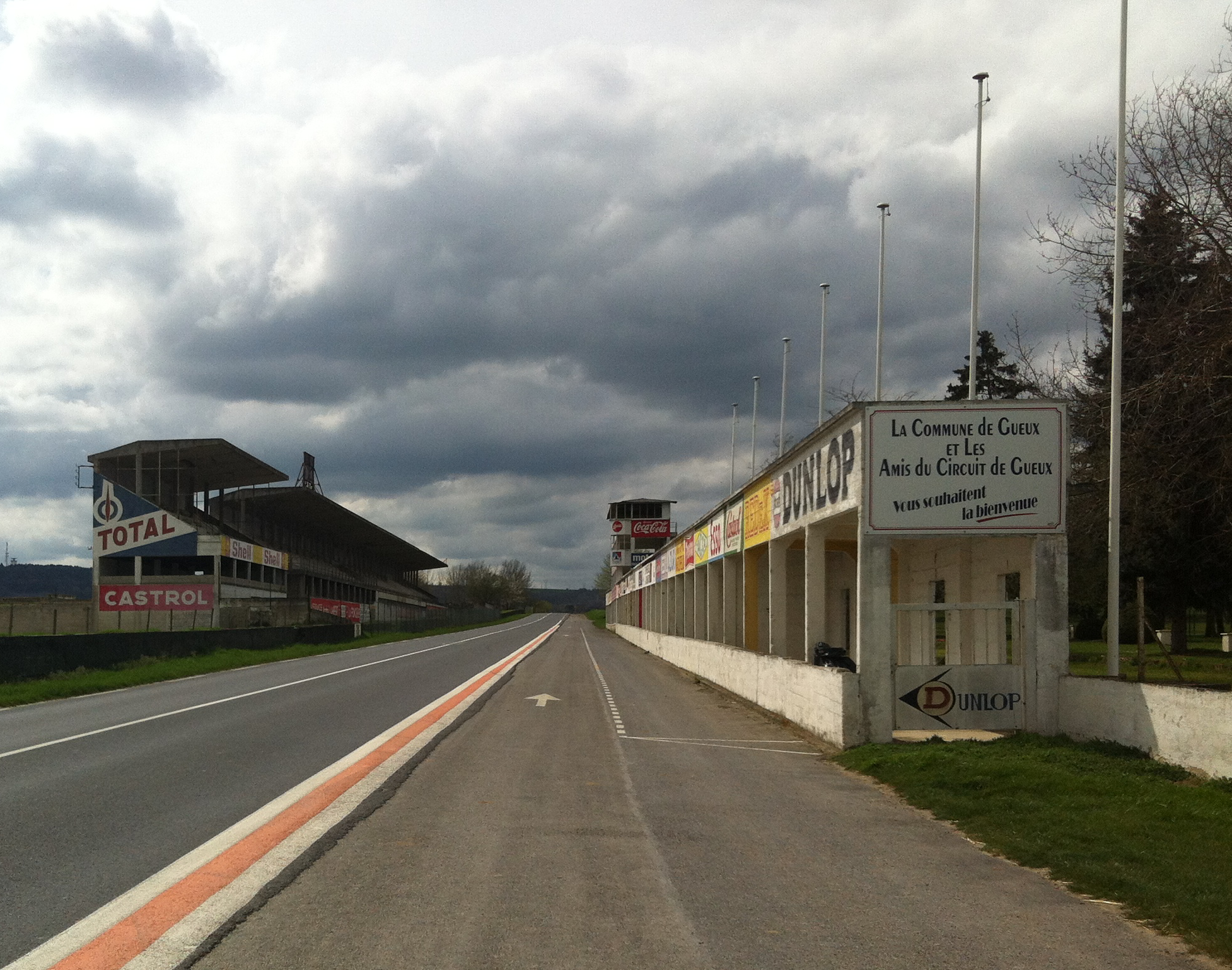
La ligne droite des stands emprunte la route départementale D27, en direction de Gueux.

Le circuit routier de Reims-Gueux n’est utilisé qu’une fois par an, à l’occasion d’un meeting comprenant le Grand Prix de formule 1 et une épreuve de formule Junior, la Coupe de vitesse Junior qui remplace cette année la précédente Coupe internationale de vitesse qui se disputait en formule 2. Depuis 1926, cette piste rivalise avec celle de Spa-Francorchamps pour le titre de piste la plus rapide d'Europe. Comprenant deux longues lignes droites, elle permet des vitesses proches de 300 km/h. Depuis 1959, Stirling Moss y détient le record officiel, ayant accompli un tour à 209,3 km/h de moyenne au cours du Grand Prix, au volant de sa BRM,  alors qu’aux essais Tony Brooks avait qualifié sa Ferrari à plus de 214 km/h.

## Monoplaces en lice
- Cooper T53 "Usine"

Évolution de la T51 championne du monde en 1959 aux mains de Jack Brabham, la T53 s'est d'emblée avérée très compétitive, engrangeant les succès. Brabham, qui a grandement contribué à sa mise au point, s'est imposé à Brands Hatch (lors du Silver City Trophy, hors championnat) avant de remporter les deux derniers grands prix. Utilisant le même moteur Coventry Climax FPF (4 cylindres, 243 chevaux à 6 800 tr/min) que sa devancière, la T53 bénéficie en outre d'une boîte de vitesses à cinq rapports et d'un pont intégré. Pesant 460 kg, cette agile monoplace peut atteindre près de 290 km/h en pointe grâce à l'excellent profilage de sa carrosserie. L'usine a engagé deux voitures, Brabham étant une nouvelle fois épaulé par Bruce McLaren.
- Cooper T51 privées

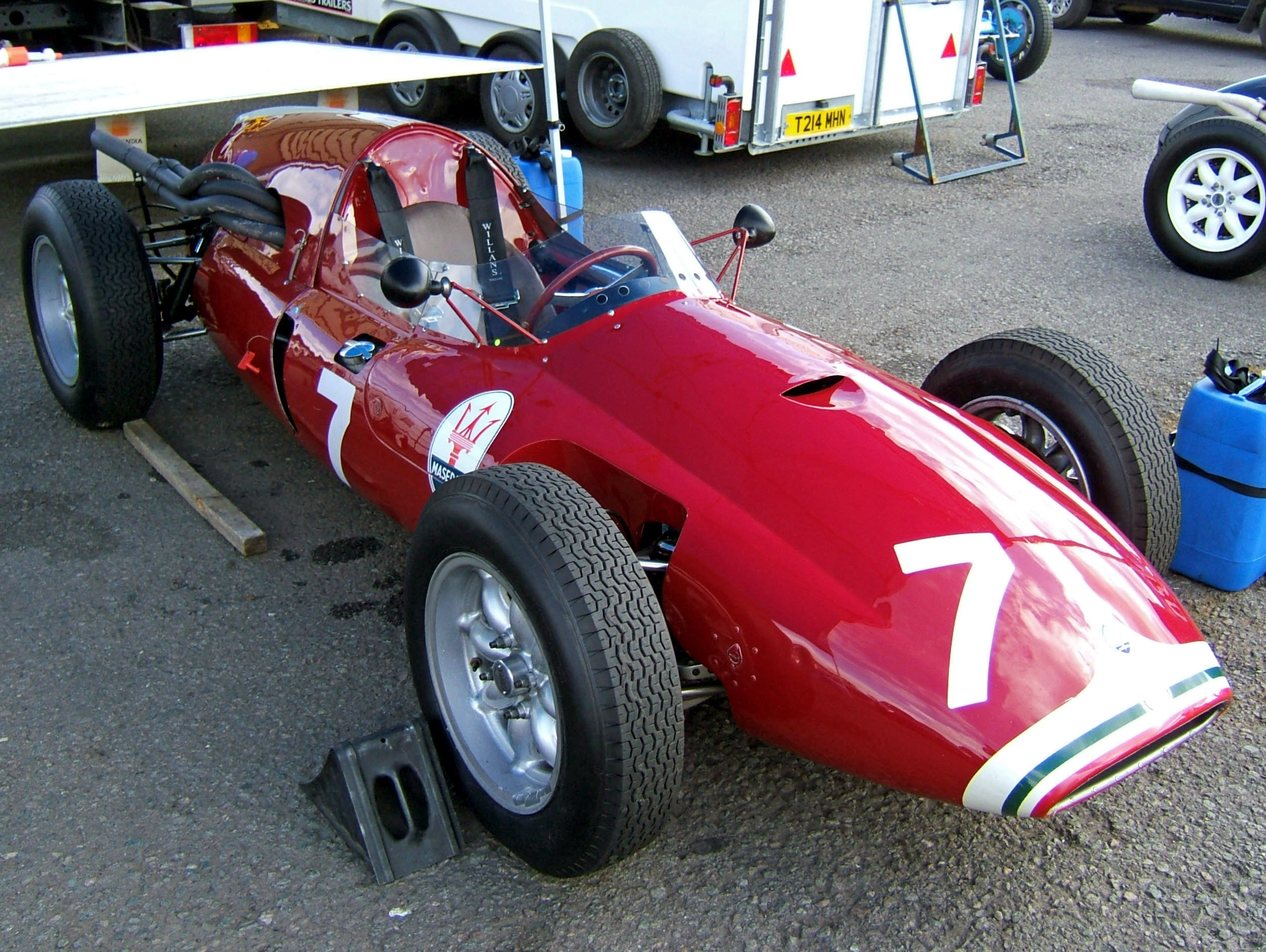
Une Cooper-Maserati T51 de la Scuderia Centro-Sud, ici lors d'une manifestation historique.

L'équipe Yeoman Credit d'Alfred Moss a engagé trois T51 de la saison passée (485 kg, moteur Climax FPF de 240 chevaux) pour Olivier Gendebien, Henry Taylor et Bruce Halford. L'équipe Fred Tuck Cars aligne un modèle identique pour Lucien Bianchi. La voiture de Gendebien est équipée d'une boîte de vitesses à cinq rapports, contre quatre pour ses coéquipiers et pour Bianchi. La Scuderia Centro Sud a quant à elle monté des moteurs Maserati (quatre cylindres, 240 chevaux) sur ses trois châssis T51, confiés à Maurice Trintignant, Masten Gregory et Ian Burgess.
- Cooper Castellotti

Enzo Ferrari a gracieusement fourni des moteurs de Ferrari 555 (quatre cylindres, 250 chevaux à 6500 tr/min) à la Scuderia Castellotti (ainsi nommée en mémoire du pilote disparu trois ans plus tôt), qui les a adaptés, accouplés à une boîte de vitesses Colotti à cinq rapports sur des châssis de Cooper T51. En retour, le Commendatore espère en tirer des enseignements sur la technique du moteur central arrière qu'il compte adopter pour ses futurs modèles. Baptisée Cooper-Castellotti, la T51 à moteur Ferrari aurait dû faire ses débuts à Monaco, mais ni Giorgio Scarlatti ni Gino Munaron le pilote italien ne parvint à qualifier l'unique exemplaire achevé. Pour l'épreuve française, la Scuderia Castellotti a cette fois engagé deux voitures, mais celle de Scarlatti n'étant finalement pas prête seul Munaron est présent.
- Ferrari Dino 246 "Usine"

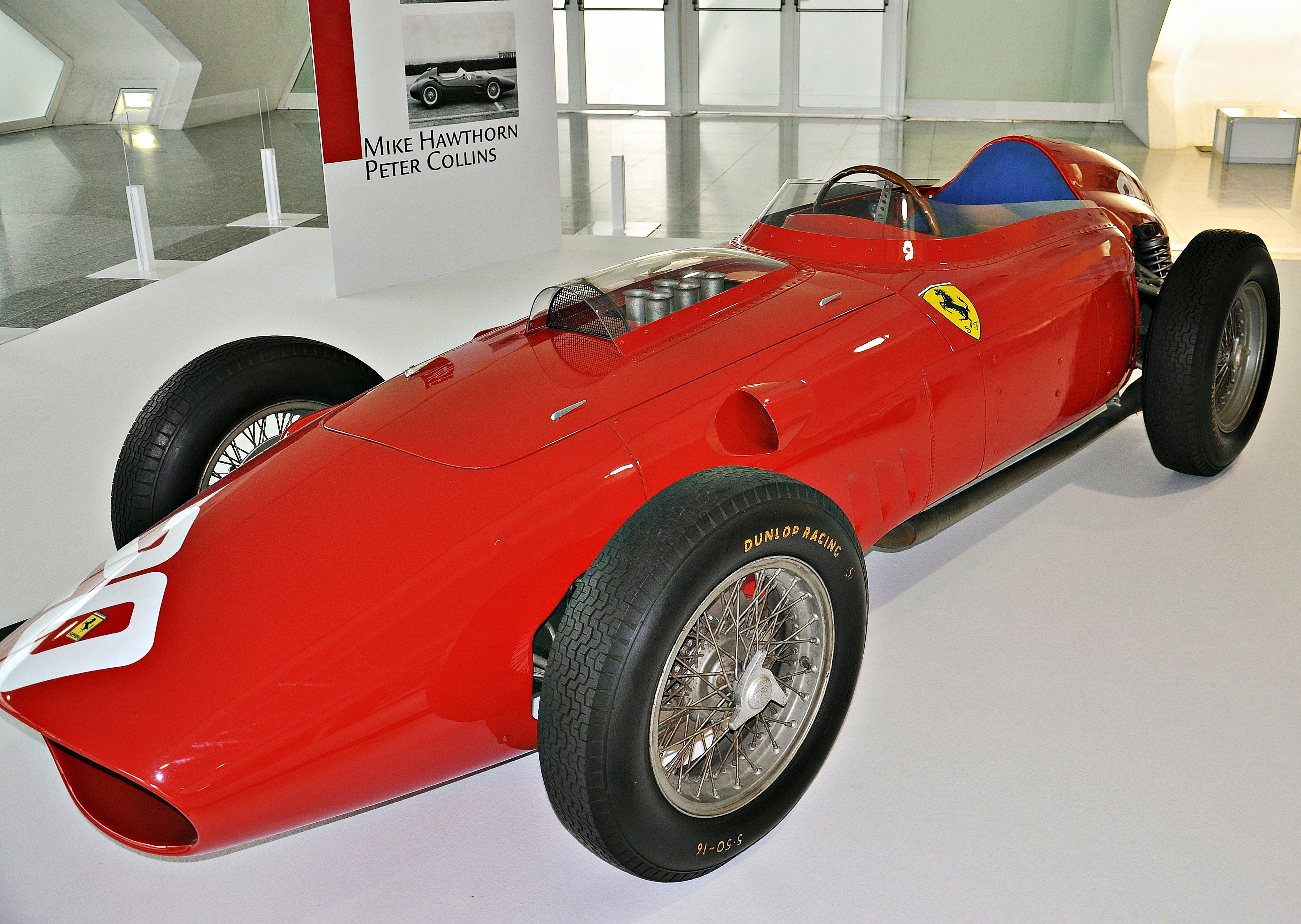
La Ferrari Dino 246, à moteur avant, est la plus puissante du plateau.

La Scuderia Ferrari aligne la même équipe qu'en Belgique, Phil Hill, Wolfgang von Trips et Willy Mairesse retrouvant leurs Dino 246. Ces monoplaces de 600 kg, de conception classique, sont les plus puissantes du plateau, leur moteur V6 délivrant 290 chevaux. Reims est l'un des rares circuits où leur vitesse de pointe (proche des 300 km/h) peut compenser leur poids élevé et la lourdeur de leur comportement en courbe.
- BRM P48 "Usine"

Joakim Bonnier, Graham Hill et Dan Gurney pilotent leurs habituelles P48 à moteur quatre cylindres en position centrale arrière. Équipées d'un original système de freinage arrière (un seul disque monté sur l'arbre de transmission), ces voitures de 550 kg disposent de 280 chevaux. Performantes, les BRM connaissent cependant de sérieux problèmes de fiabilité, seul Hill (troisième à Zandvoort) ayant obtenu un résultat probant cette saison.
- Lotus 18 "Usine"

L'écurie de Colin Chapman a préparé trois Lotus 18 pour Innes Ireland, Jim Clark et Ron Flockhart, ce dernier remplaçant Alan Stacey mortellement accidenté lors du Grand Prix de Belgique. Ces voitures sont les plus compactes et les plus légères (440 kg) du plateau. Elles utilisent le même moteur Climax FPF que les Cooper, également monté en position centrale, mais accouplé à une boîte de vitesses séquentielle à cinq rapports conçue par l'usine. Malgré une hauteur très réduite (67 centimètres hors tout), elles sont un peu moins rapides que les Cooper, mieux profilées. L'écurie privée Robert Bodle Ltd a engagé une ancienne Lotus 16 à moteur avant, confiée à David Piper.
- Vanwall VW11 "Usine"

L'équipe de Tony Vandervell effectue son retour en championnat avec la nouvelle VW11, évolution de la VW5 alignée hors championnat en début de saison. Le moteur quatre cylindres de 280 chevaux est toujours disposé à l'avant, mais l'adoption d'une boîte de vitesses Colotti très compacte, placée derrière le différentiel, a permis d'abaisser très nettement la hauteur de caisse. Une seule monoplace a été engagée, pour Tony Brooks.
- Scarab "Usine"

Malgré une finition très soignée, les Scarab F1 n'ont pas répondu aux attentes du pilote constructeur américain Lance Reventlow, ces monoplaces de conception classique souffrant d'un rapport poids/puissance (600 kg pour seulement 235 chevaux) très défavorable. Les premières sorties se sont révélées catastrophiques, tant pour Reventlow que pour son compatriote Chuck Daigh. Reventlow engage à nouveau deux voitures à Reims, cédant toutefois son volant à l'excellent metteur au point Richie Ginther, libéré par Ferrari pour la circonstance.

## Coureurs inscrits
| no | Pilote              | Écurie                    | Constructeur | Modèle                 | Moteur             | Pneumatiques |
| -- | ------------------- | ------------------------- | ------------ | ---------------------- | ------------------ | ------------ |
| 2  | Phil Hill           | Scuderia Ferrari          | Ferrari      | Ferrari Dino 246       | Ferrari V6         | D            |
| 4  | Wolfgang von Trips  | Scuderia Ferrari          | Ferrari      | Ferrari Dino 246       | Ferrari V6         | D            |
| 6  | Willy Mairesse      | Scuderia Ferrari          | Ferrari      | Ferrari Dino 246       | Ferrari V6         | D            |
| 8  | Joakim Bonnier      | Owen Racing Organisation  | BRM          | BRM P48                | BRM L4             | D            |
| 10 | Dan Gurney          | Owen Racing Organisation  | BRM          | BRM P48                | BRM L4             | D            |
| 12 | Graham Hill         | Owen Racing Organisation  | BRM          | BRM P48                | BRM L4             | D            |
| 14 | Tony Brooks         | Vandervell Products       | Vanwall      | Vanwall VW11           | Vanwall L4         | D            |
| 16 | Jack Brabham        | Cooper Car Company        | Cooper       | Cooper T53             | Coventry Climax L4 | D            |
| 18 | Bruce McLaren       | Cooper Car Company        | Cooper       | Cooper T53             | Coventry Climax L4 | D            |
| 20 | Innes Ireland       | Team Lotus                | Lotus        | Lotus 18               | Coventry Climax L4 | D            |
| 22 | Ron Flockhart       | Team Lotus                | Lotus        | Lotus 18               | Coventry Climax L4 | D            |
| 24 | Jim Clark           | Team Lotus                | Lotus        | Lotus 18               | Coventry Climax L4 | D            |
| 26 | Chuck Daigh         | Reventlow Automobiles Inc | Scarab       | Scarab F1              | Scarab L4          | D            |
| 28 | Richie Ginther      | Reventlow Automobiles Inc | Scarab       | Scarab F1              | Scarab L4          | D            |
| 30 | Gino Munaron        | Scuderia Castellotti      | Cooper       | Cooper-Castellotti T51 | Ferrari L4         | D            |
| 32 | Giorgio Scarlatti   | Scuderia Castellotti      | Cooper       | Cooper-Castellotti T51 | Ferrari L4         | D            |
| 34 | David Piper         | Robert Bodle Ltd          | Lotus        | Lotus 16               | Coventry Climax L4 | D            |
| 36 | Lucien Bianchi      | Fred Tuck Cars            | Cooper       | Cooper T51             | Coventry Climax L4 | D            |
| 38 | Maurice Trintignant | Scuderia Centro Sud       | Cooper       | Cooper T51             | Maserati L4        | D            |
| 40 | Masten Gregory      | Scuderia Centro Sud       | Cooper       | Cooper T51             | Maserati L4        | D            |
| 42 | Ian Burgess         | Scuderia Centro Sud       | Cooper       | Cooper T51             | Maserati L4        | D            |
| 44 | Olivier Gendebien   | Yeoman Credit Bank        | Cooper       | Cooper T51             | Coventry Climax L4 | D            |
| 46 | Henry Taylor        | Yeoman Credit Bank        | Cooper       | Cooper T51             | Coventry Climax L4 | D            |
| 48 | Bruce Halford       | Yeoman Credit Bank        | Cooper       | Cooper T51             | Coventry Climax L4 | D            |

## Qualifications
Les essais débutent le mercredi et d'emblée Jack Brabham et sa Cooper se placent en haut de la hiérarchie, pulvérisant les temps établis l’année précédente. À aucun moment le champion du monde ne sera menacé pour la pole position, personne n’étant en mesure d’approcher les performances du pilote australien, qui va finalement porter le record officieux de la piste à près de 218,5 km/h de moyenne. Malgré l’excellente vitesse de pointe des Ferrari, Phil Hill (qui sera chronométré à 292 km/h dans la longue ligne droite) va échouer à près d’une seconde et demie de son rival, battant de justesse la BRM de Graham Hill qui complète la première ligne de la grille de départ. Pour son retour en course, et malgré les nombreuses améliorations apportées, la Vanwall a fortement déçu, Tony Brooks se qualifiant en quatorzième position, n’ayant amélioré que d’un dixième de seconde la performance qu’il avait réalisée deux ans auparavant sur une monoplace de la marque ! Malgré la présence de Richie Ginther, les Scarab se sont une nouvelle fois montrées hors du coup, le pilote californien échouant à près de quinze secondes de Brabham avant que le moteur n'explose. Son coéquipier Chuck Daigh va subir le même sort et les deux monoplaces américaines ne pourront participer à la course. Le pilote britannique David Piper a également cassé le moteur de sa Lotus au cours des essais et doit ajourner ses débuts en championnat.

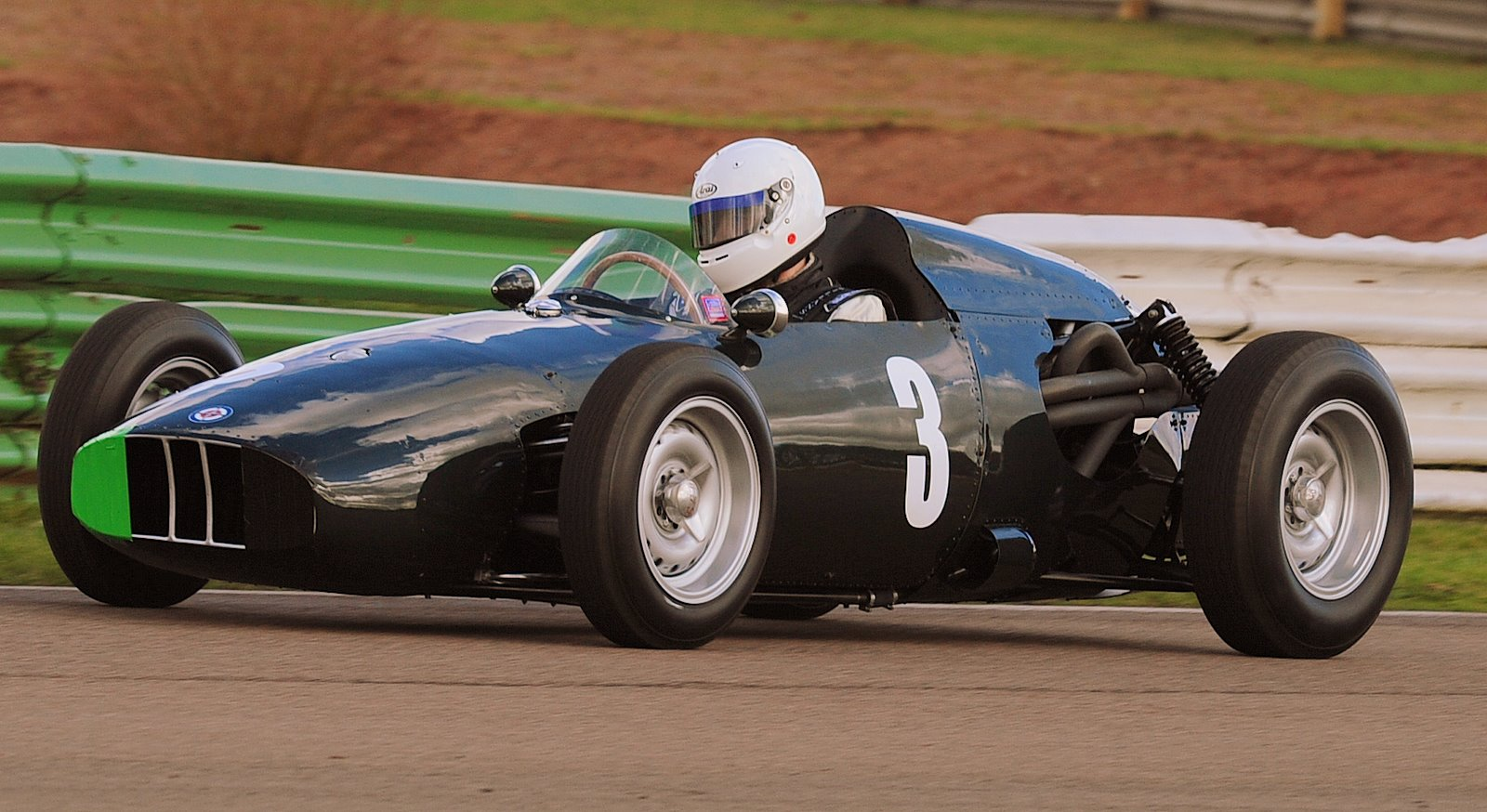
La BRM P48 (vue ici lors d'une course historique) figurera sur la première ligne de la grille de départ grâce à la performance de Graham Hill, troisième à l'issue des qualifications.

| Pos. | Pilote              | Écurie          | Temps        | Écart    |
| ---- | ------------------- | --------------- | ------------ | -------- |
| 1    | Jack Brabham        | Cooper-Climax   | 2 min 16 s 8 |          |
| 2    | Phil Hill           | Ferrari         | 2 min 18 s 2 | + 1 s 4  |
| 3    | Graham Hill         | BRM             | 2 min 18 s 4 | + 1 s 6  |
| 4    | Innes Ireland       | Lotus-Climax    | 2 min 18 s 5 | + 1 s 7  |
| 5    | Willy Mairesse      | Ferrari         | 2 min 19 s 3 | + 2 s 5  |
| 6    | Wolfgang von Trips  | Ferrari         | 2 min 19 s 4 | + 2 s 6  |
| 7    | Dan Gurney          | BRM             | 2 min 19 s 4 | + 2 s 6  |
| 8    | Ron Flockhart       | Lotus-Climax    | 2 min 19 s 5 | + 2 s 7  |
| 9    | Bruce McLaren       | Cooper-Climax   | 2 min 19 s 6 | + 2 s 8  |
| 10   | Joakim Bonnier      | BRM             | 2 min 19 s 8 | + 3 s 0  |
| 11   | Olivier Gendebien   | Cooper-Climax   | 2 min 20 s 1 | + 3 s 3  |
| 12   | Jim Clark           | Lotus-Climax    | 2 min 20 s 3 | + 3 s 5  |
| 13   | Henry Taylor        | Cooper-Climax   | 2 min 22 s 8 | + 6 s 0  |
| 14   | Tony Brooks         | Vanwall         | 2 min 23 s 3 | + 6 s 5  |
| 15   | Lucien Bianchi      | Cooper-Climax   | 2 min 23 s 6 | + 6 s 8  |
| 16   | Bruce Halford       | Cooper-Climax   | 2 min 23 s 6 | + 6 s 8  |
| 17   | Masten Gregory      | Cooper-Maserati | 2 min 24 s 3 | + 7 s 5  |
| 18   | Maurice Trintignant | Cooper-Maserati | 2 min 24 s 7 | + 7 s 9  |
| 19   | Gino Munaron        | Cooper-Ferrari  | 2 min 31 s 3 | + 14 s 5 |
| 20   | Richie Ginther      | Scarab          | 2 min 31 s 4 | + 14 s 6 |
| 21   | David Piper         | Lotus-Climax    | 2 min 32 s 0 | + 15 s 2 |
| 22   | Ian Burgess         | Cooper-Maserati | 2 min 36 s 7 | + 19 s 9 |
| 23   | Chuck Daigh         | Scarab          | 2 min 46 s 1 | + 29 s 3 |

## Grille de départ du Grand Prix
| 1re ligne | Pos. 3                          |                               | Pos. 2                       |                             | Pos. 1                        |
|           | G. Hill BRM 2 min 18 s 4        |                               | P. Hill Ferrari 2 min 18 s 2 |                             | Brabham Cooper 2 min 16 s 8   |
| 2e ligne  |                                 | Pos. 5                        |                              | Pos. 4                      |                               |
|           |                                 | Mairesse Ferrari 2 min 19 s 3 |                              | Ireland Lotus 2 min 18 s 5  |                               |
| 3e ligne  | Pos. 8                          |                               | Pos. 7                       |                             | Pos. 6                        |
|           | Flockhart Lotus 2 min 19 s 5    |                               | Gurney BRM 2 min 19 s 4      |                             | Trips Ferrari 2 min 19 s 4    |
| 4e ligne  |                                 | Pos. 10                       |                              | Pos. 9                      |                               |
|           |                                 | Bonnier BRM 2 min 19 s 8      |                              | McLaren Cooper 2 min 19 s 6 |                               |
| 5e ligne  | Pos. 13                         |                               | Pos. 12                      |                             | Pos. 11                       |
|           | Taylor Cooper 2 min 22 s 8      |                               | Clark Lotus 2 min 20 s 3     |                             | Gendebien Cooper 2 min 20 s 0 |
| 6e ligne  |                                 | Pos. 15                       |                              | Pos. 14                     |                               |
|           |                                 | Bianchi Cooper 2 min 23 s 6   |                              | Brooks Vanwall 2 min 23 s 3 |                               |
| 7e ligne  | Pos. 18                         |                               | Pos. 17                      |                             | Pos. 16                       |
|           | Trintignant Cooper 2 min 24 s 7 |                               | Gregory Cooper 2 min 24 s 3  |                             | Halford Cooper 2 min 23 s 6   |
| 8e ligne  |                                 | Pos. 20                       |                              | Pos. 19                     |                               |
|           |                                 | Burgess Cooper 2 min 36 s 7   |                              | Munaron Cooper 2 min 31 s 3 |                               |

## Déroulement de la course
Le départ est donné le dimanche après-midi, sous un ciel couvert, devant soixante mille spectateurs. Sur la première ligne de la grille de départ, Graham Hill, ne parvient pas à enclencher sa première vitesse et reste sur place lorsque tous les autres concurrents s'élancent. Sa BRM est alors percutée par la Cooper de Maurice Trintignant. Roue arrière droite arrachée, la BRM est hors d'usage alors que Trintignant n'effectuera que quelques centaines de mètres avant de s'immobiliser définitivement à son stand, train avant faussé. Bien que légèrement moins prompt à s'élancer que ses adversaires, Jack Brabham (Cooper) a pris le commandement de la course, entraînant dans son sillage les Ferrari de Phil Hill et de Wolfgang von Trips. Ces trois pilotes repassent roues dans roues à la fin du premier tour. Légèrement détachées suivent les BRM de Dan Gurney et Joakim Bonnier, talonnées par la Lotus d'Innes Ireland. Au passage suivant, les trois hommes de tête sont toujours en formation très serrée, ayant creusé un léger l'écart sur le peloton de chasse maintenant mené par Ireland. Le rythme est extrêmement rapide. Alors que Brabham résiste magnifiquement aux deux Ferrari ; Hill parvient toutefois à prendre la tête au cours du quatrième tour mais au passage suivant le champion australien est à nouveau devant. S’engage alors un continuel chassé-croisé entre l'Australien et l'Américain, qui améliorent progressivement le record de la piste, à plus de 215 km/h de moyenne. Lors d'une de ses attaques sur Brabham, Hill va d'ailleurs percuter la roue arrière de la Cooper, froissant l'avant de sa Ferrari. Après dix tours, les deux protagonistes sont toujours roues dans roues, détachés de Trips qui suit à moins de deux secondes. Aux avant-postes du groupe des poursuivants, Ireland et Bonnier sont à plus de quinze secondes ; ils précèdent de peu les Cooper d'Olivier Gendebien et de Bruce McLaren, en bagarre pour la sixième place.

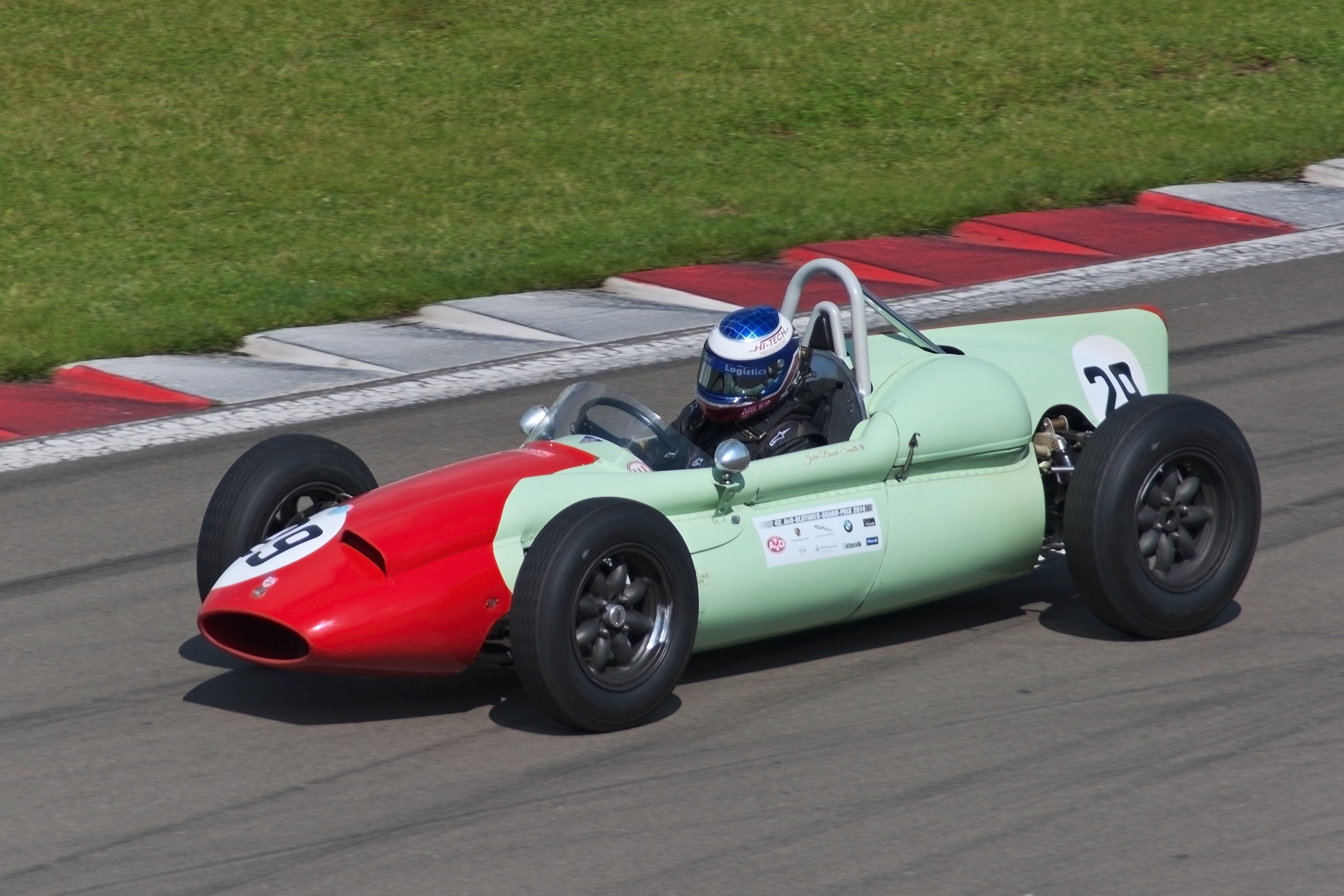
Belle prestation des Cooper T51 de l'équipe Yeoman Credit (ici un de ces modèles lors d'une course historique), Gendebien et Taylor terminant respectivement second et quatrième de la course.

Brabham a alors porté le record de la piste à près de 217 km/h. Au cours des tours suivants, l'allure reste soutenue, Hill et Brabham prenant alternativement la tête. Cependant, au vingtième tour, le champion du monde parvient à prendre quelques longueurs d’avance sur les deux Ferrari, Trips ayant dépassé son coéquipier qui a loupé son freinage et pris l'échappatoire au virage de Thillois. Toujours en quatrième position, Ireland est maintenant talonné par Gendebien et McLaren, les trois hommes accusant désormais un retard de quarante-cinq secondes, alors que de sérieux problèmes de freins ont écarté Bonnier de ce groupe. Hill réagit et reprend la seconde place après avoir égalé le record du tour, mais Brabham force également l'allure, améliore de près d'une seconde le record de la piste (à plus de 217 km/h) et creuse progressivement l'écart, à raison d'une seconde au tour. Les Ferrari ne parviennent pas à contrer l'offensive du champion du monde, qui à l'approche du trentième tour a porté son avance à cinq secondes. Alors qu'il aborde le virage de Thillois, la transmission cède sur la Ferrari de Hill, qui termine son tour en roue libre. Le même problème survient peu après sur la voiture de Trips. Dès lors, Brabham se retrouve avec près d'une minute et demie d'avance sur Ireland, Gendebien et McLaren, toujours en pleine bagarre. Le pilote australien ne peut plus être inquiété et dès lors adopte un rythme un peu moins rapide. Derrière lui, Ireland ne peut défendre très longtemps sa deuxième place, la tenue de route de sa Lotus se dégradant progressivement. Le Britannique doit peu après s'arrêter au stand à cause de l'affaissement de sa suspension avant ; il en repartira plusieurs minutes plus tard pour terminer sa course au ralenti. Très loin derrière Brabham, Gendebien et McLaren en décousent maintenant pour la seconde place. Malgré plusieurs attaques, le Néo-Zélandais, qui doit composer avec un moteur chauffant exagérément, ne parviendra pas à prendre l'avantage sur son adversaire. Dans l'avant-dernier tour, il tente le tout pour le tout au virage de Thillois, mais un freinage trop tardif l'oblige à emprunter l'échappatoire, permettant à Gendebien de ne plus être inquiété jusqu'à l'arrivée, qu'il franchit quarante-huit secondes après Brabham, qui grâce à sa troisième victoire d'affilée prend la tête du championnat du monde, à égalité de points avec son coéquipier McLaren, finalement troisième de la course. Les autres pilotes terminent à plus d'un tour du vainqueur, Hill et Trips (en panne depuis la mi-course) poussant leurs voitures jusqu'à la ligne d'arrivée afin d'être classés, tout comme Bruce Halford dont le moteur a lâché à quelques tours de la fin. Bien qu'attardé, Henry Taylor termine néanmoins à la quatrième place devant les Lotus de Jim Clark et Ron Flockhart, Cooper réalisant ainsi le quarté sur la piste champenoise.

### Classements intermédiaires
Classements intermédiaires des monoplaces aux premier, troisième, cinquième, huitième, dixième, quinzième, vingtième, vingt-cinquième, trentième et quarantième tours.

### Classement de la course

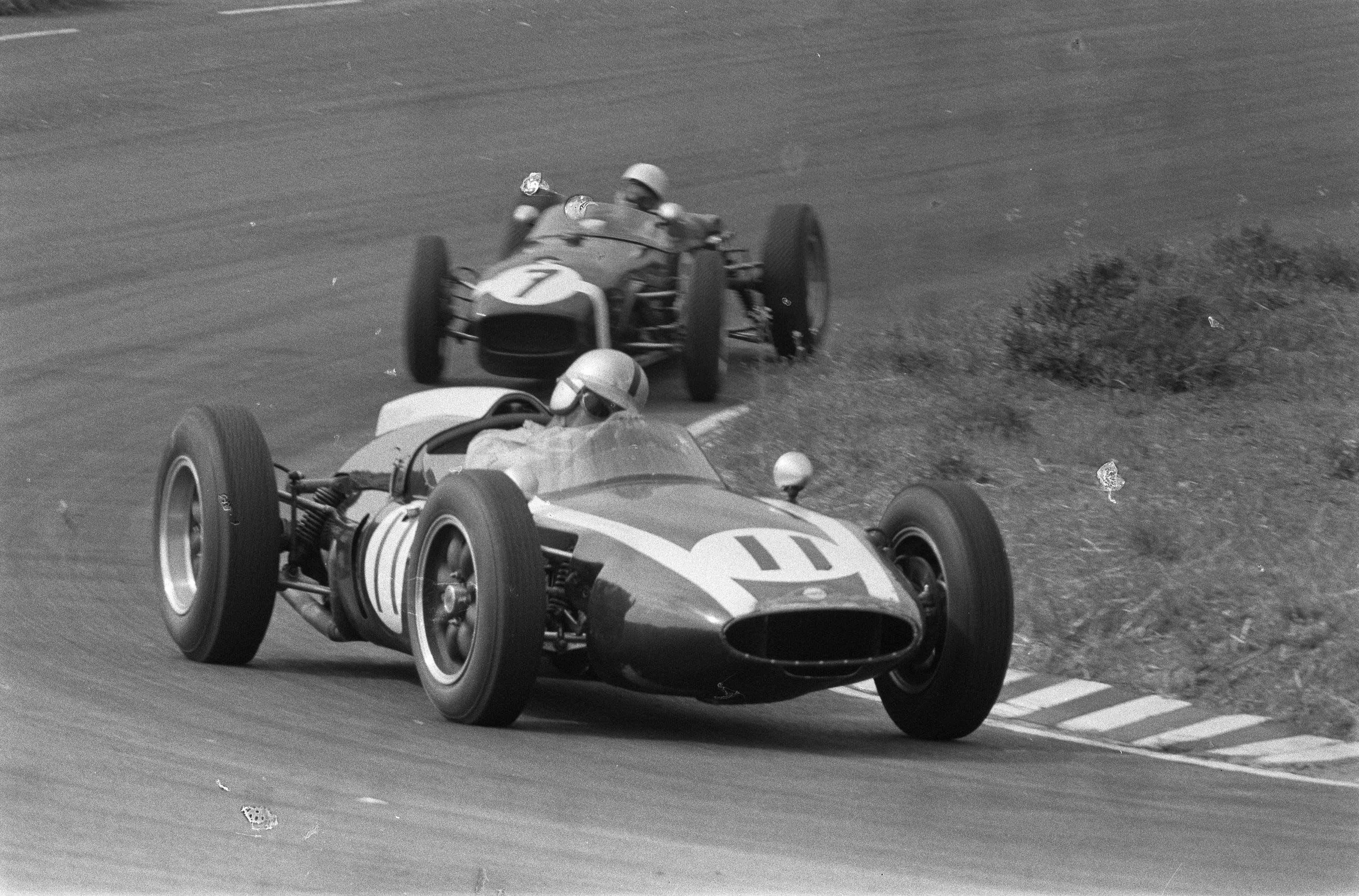
Troisième victoire consécutive en championnat du monde pour Jack Brabham et sa Cooper T53

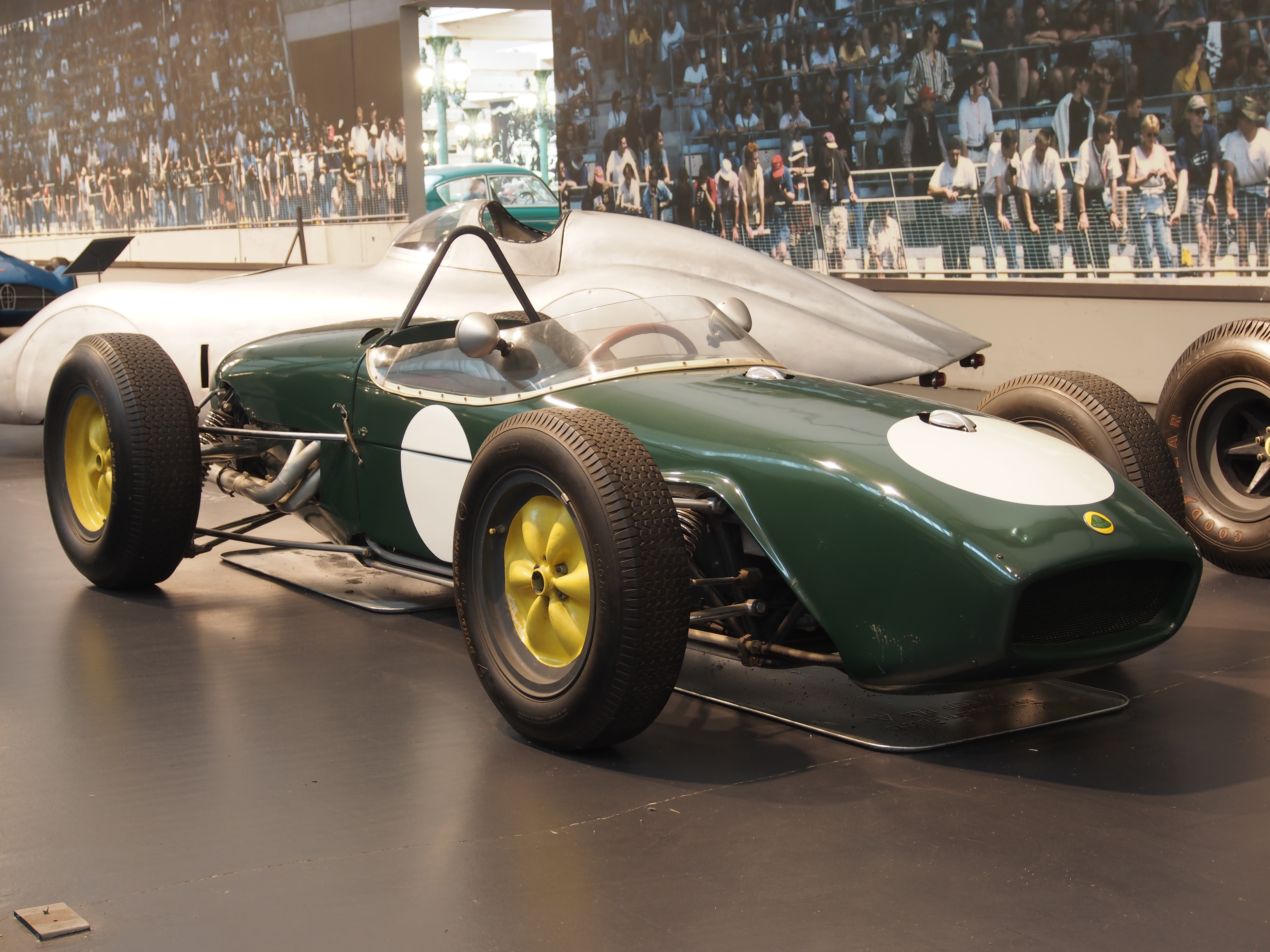
Classées aux cinquième, sixième et septième places derrière les quatre Cooper, les Lotus 18 contribuent au triomphe britannique à Reims.

| Pos  | No | Nat. | Pilote              | Écurie          | Tours | Temps/Abandon                  | Grille | Points |
| ---- | -- | ---- | ------------------- | --------------- | ----- | ------------------------------ | ------ | ------ |
| 1    | 16 |      | Jack Brabham        | Cooper-Climax   | 50    | 1 h 57 min 24 s 9              | 1      | 8      |
| 2    | 44 |      | Olivier Gendebien   | Cooper-Climax   | 50    | 1 h 58 min 13 s 2 (+ 48 s 3)   | 9      | 6      |
| 3    | 18 |      | Bruce McLaren       | Cooper-Climax   | 50    | 1 h 58 min 16 s 8 (+ 51 s 9)   | 7      | 4      |
| 4    | 46 |      | Henry Taylor        | Cooper-Climax   | 49    | 1 h 58 min 10 s 7 (+ 1 tour)   | 12     | 3      |
| 5    | 24 |      | Jim Clark           | Lotus-Climax    | 49    | 1 h 58 min 20 s 3 (+ 1 tour)   | 10     | 2      |
| 6    | 22 |      | Ron Flockhart       | Lotus-Climax    | 49    | 1 h 58 min 20 s 4 (+ 1 tour)   | 14     | 1      |
| 7    | 20 |      | Innes Ireland       | Lotus-Climax    | 43    | 1 h 58 min 24 s 1 (+ 7 tours)  | 4      |        |
| 8    | 48 |      | Bruce Halford       | Cooper-Climax   | 40    | 1 h 45 min 33 s 1 (+ 10 tours) | 15     |        |
| 9    | 40 |      | Masten Gregory      | Cooper-Maserati | 37    | 1 h 58 min 19 s 4 (+ 13 tours) | 17     |        |
| 10   | 42 |      | Ian Burgess         | Cooper-Maserati | 36    | 1 h 59 min 28 s 0 (+ 14 tours) | 22     |        |
| 11   | 4  |      | Wolfgang von Trips  | Ferrari         | 31    | 1 h 23 min 07 s 1 (+ 19 tours) | 5      |        |
| 12   | 2  |      | Phil Hill           | Ferrari         | 29    | 1 h 07 min 24 s 6 (+ 21 tours) | 2      |        |
| Abd. | 8  |      | Jo Bonnier          | BRM             | 22    | Moteur                         | 8      |        |
| Abd. | 36 |      | Lucien Bianchi      | Cooper-Climax   | 18    | Transmission                   | 15     |        |
| Abd. | 10 |      | Dan Gurney          | BRM             | 17    | Moteur                         | 6      |        |
| Abd. | 30 |      | Gino Munaron        | Cooper-Ferrari  | 16    | Transmission                   | 19     |        |
| Abd. | 6  |      | Willy Mairesse      | Ferrari         | 14    | Transmission                   | 11     |        |
| Abd. | 14 |      | Tony Brooks         | Vanwall         | 7     | Vibrations                     | 13     |        |
| Abd. | 12 |      | Graham Hill         | BRM             | 0     | Accident                       | 3      |        |
| Abd. | 38 |      | Maurice Trintignant | Cooper-Maserati | 0     | Accident                       | 18     |        |
| NP   | 28 |      | Richie Ginther      | Scarab          | 0     | Moteur                         | 20     |        |
| NP   | 34 |      | David Piper         | Lotus-Climax    | 0     | Moteur                         | 21     |        |
| NP   | 26 |      | Chuck Daigh         | Scarab          | 0     | Moteur                         | 23     |        |

Légende :
- Abd.=Abandon
- NP=Non partant

### Pole position et record du tour
- Pole position :  Jack Brabham en 2 min 16 s 8 (vitesse moyenne : 218,474 km/h).
- Meilleur tour en course :  Jack Brabham en 2 min 17 s 5 (vitesse moyenne : 217,361 km/h) au vingt-cinquième tour.

#### Évolution du record du tour en course
Le record du tour fut amélioré cinq fois au cours de l'épreuve.

### Tours en tête
- Jack Brabham : 42 tours (1-3 / 5 / 7 / 9-10 / 12 / 14 / 18-50)
- Phil Hill : 8 tours (4 / 6 / 8 / 11 / 13 / 15-17)

## Classement général à l'issue de la course
- Attribution des points : 8, 6, 4, 3, 2, 1 respectivement aux six premiers de chaque épreuve.
- Pour la coupe des constructeurs, même barème mais seule la voiture la mieux classée de chaque équipe inscrit des points. Les 500 miles d'Indianapolis ne sont pas pris en compte pour cette coupe, la course n'étant pas ouverte aux monoplaces de formule 1.
- Seuls les six meilleurs résultats sont comptabilisés.
- Le règlement permet aux pilotes de se relayer sur une même voiture, les points éventuellement acquis étant alors perdus pour pilotes et constructeur[14].

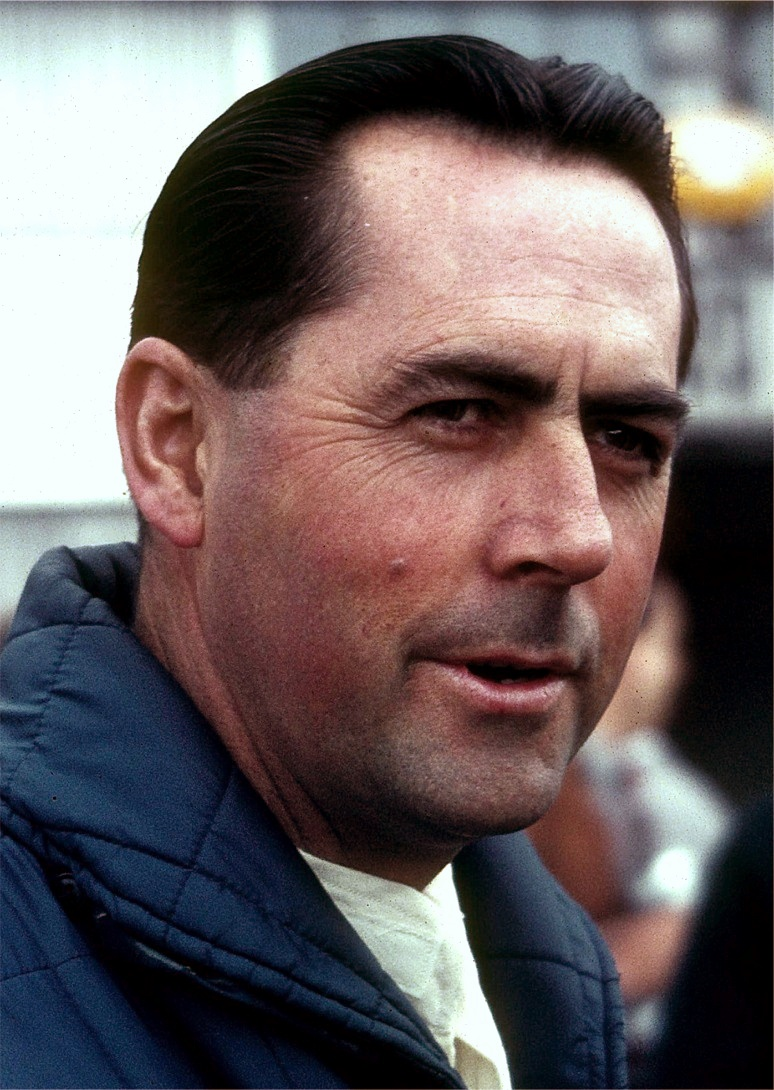
Sa victoire en France permet à Jack Brabham de prendre la tête du championnat du monde.

| Pos. | Pilote             | Écurie   | Points | ARG | MON | 500 | NL | BEL | FRA | GBR | POR | ITA | USA |
| ---- | ------------------ | -------- | ------ | --- | --- | --- | -- | --- | --- | --- | --- | --- | --- |
| 1    | Jack Brabham       | Cooper   | 24     | -   | -   | -   | 8  | 8   | 8   |     |     |     |     |
|      | Bruce McLaren      | Cooper   | 24     | 8   | 6   | -   | -  | 6   | 4   |     |     |     |     |
| 3    | Stirling Moss      | Lotus    | 11     | -   | 8   | -   | 3  | -   | -   |     |     |     |     |
| 4    | Olivier Gendebien  | Cooper   | 10     | -   | -   | -   | -  | 4   | 6   |     |     |     |     |
| 5    | Jim Rathmann       | Watson   | 8      | -   | -   | 8   | -  | -   | -   |     |     |     |     |
| 6    | Innes Ireland      | Lotus    | 7      | 1   | -   | -   | 6  | -   | -   |     |     |     |     |
|      | Phil Hill          | Ferrari  | 7      | -   | 4   | -   | -  | 3   | -   |     |     |     |     |
| 8    | Cliff Allison      | Ferrari  | 6      | 6   | -   | -   | -  | -   | -   |     |     |     |     |
|      | Rodger Ward        | Watson   | 6      | -   | -   | 6   | -  | -   | -   |     |     |     |     |
| 10   | Paul Goldsmith     | Epperly  | 4      | -   | -   | 4   | -  | -   | -   |     |     |     |     |
|      | Graham Hill        | BRM      | 4      | -   | -   | -   | 4  | -   | -   |     |     |     |     |
|      | Wolfgang von Trips | Ferrari  | 4      | 2   | -   | -   | 2  | -   | -   |     |     |     |     |
|      | Jim Clark          | Lotus    | 4      | -   | -   | -   | -  | 2   | 2   |     |     |     |     |
| 14   | Carlos Menditéguy  | Cooper   | 3      | 3   | -   | -   | -  | -   | -   |     |     |     |     |
|      | Tony Brooks        | Cooper   | 3      | -   | 3   | -   | -  | -   | -   |     |     |     |     |
|      | Don Branson        | Phillips | 3      | -   | -   | 3   | -  | -   | -   |     |     |     |     |
|      | Henry Taylor       | Cooper   | 3      | -   | -   | -   | -  | -   | 3   |     |     |     |     |
| 18   | Joakim Bonnier     | BRM      | 2      | -   | 2   | -   | -  | -   | -   |     |     |     |     |
|      | Johnny Thomson     | Lesovsky | 2      | -   | -   | 2   | -  | -   | -   |     |     |     |     |
|      | Richie Ginther     | Ferrari  | 2      | -   | 1   | -   | 1  | -   | -   |     |     |     |     |
| 21   | Eddie Johnson      | Trevis   | 1      | -   | -   | 1   | -  | -   | -   |     |     |     |     |
|      | Lucien Bianchi     | Cooper   | 1      | -   | -   | -   | -  | 1   | -   |     |     |     |     |
|      | Ron Flockhart      | Lotus    | 1      | -   | -   | -   | -  | -   | 1   |     |     |     |     |

| Pos. | Écurie          | Points | ARG | MON | 500 | NL | BEL | FRA | GBR | POR | ITA | USA |
| ---- | --------------- | ------ | --- | --- | --- | -- | --- | --- | --- | --- | --- | --- |
| 1    | Cooper-Climax   | 38     | 8   | 6   | -   | 8  | 8   | 8   |     |     |     |     |
| 2    | Lotus-Climax    | 19     | 1   | 8   | -   | 6  | 2   | 2   |     |     |     |     |
| 3    | Ferrari         | 15     | 6   | 4   | -   | 2  | 3   | -   |     |     |     |     |
| 4    | BRM             | 6      | -   | 2   | -   | 4  | -   | -   |     |     |     |     |
| 5    | Cooper-Maserati | 3      | 3   | -   | -   | -  | -   | -   |     |     |     |     |

## À noter
- 5e victoire en championnat du monde pour Jack Brabham.
- 11e victoire en championnat du monde pour Cooper en tant que constructeur.
- 12e victoire en championnat du monde pour Climax en tant que motoriste.

### Le mot du vainqueur
- Jack Brabham, évoquant son duel avec Phil Hill : « Tout cela faillit mal se terminer. Je venais de doubler Phil Hill sur la ligne droite qui conduit au virage de Thillois, je m'apprêtais à couper vers la droite quand, dans mon rétroviseur, j'ai vu la Ferrari qui m'arrivait dessus à une vitesse insensée. Franchement, elle devait rouler à 100 km/h de plus que ma Cooper. Je freinai à fond et restai un instant de plus sur la gauche le temps de la laisser passer. D'extrême justesse je pus me rabattre sur la droite, prendre le virage à la désespéré tandis que la Ferrari , les roues bloquées mais lancée comme une pierre, s'engouffrait dans l'échappatoire. À croire que ce brave Phil Hill n'avait eu pour seul objectif que de regagner au plus vite le centre de Reims[17] ! »